# Wykop (powieść)
Wykop (ros. Котлован) – antyutopia Andrieja Płatonowa, napisana w 1930 r.
Powieść Wykop jest społeczną przypowieścią, groteską filozoficzną, surową satyrą na ZSRR za czasów pierwszego planu pięcioletniego. W powieści grupa budowniczych otrzymuje zadanie zbudowania tak zwanego ogólnoproletariackiego domu, którego głównym celem jest stać się pierwszą cegłą w utopijnym mieście przyszłości. Budowa kończy się jednak na etapie wykopu pod przewidywane fundamenty domu, nie posuwa się praktycznie naprzód, a budowniczy zaczynają rozumieć bezsens stworzenia czegoś nowego na gruzach zniszczonego starego świata i to, że cel nie zawsze usprawiedliwia środki. Na drugim planie powieści bezdomna dziewczynka Nastia, która jest personifikacją przyszłości, przyszłych lokatorów domu, mieszkająca na budowie (symboliczny wydaje się fakt, że z powodu braku łóżek budowniczy podarowali dziewczynce dwie trumny, odebrane wcześniej biednym chłopom – jedną jako łóżko, drugą jako pudełko na zabawki) umiera, nie doczekawszy zakończenia budowy domu, przeznaczonego dla wszystkich ludzi. Optymistyczna na początku utopia pod koniec zamienia się w surową antyutopię.
Utwór pokazuje okrucieństwo i bezmyślność totalitarnego ustroju ówczesnego ZSRR. Powieść opisuje historię Rosji bolszewickiej czasów industrializacji i kolektywizacji w języku tej epoki. Surowo i ponuro, do groteskowego surrealizmu doprecyzowane, realia tych czasów zostały przedstawione w niezwykle ciemnych barwach, utopia jako ślepa uliczka w sposób logiczny zamienia się w antyutopię. Niezależnie od groteskowości opisu, do powieści przeniknęły elementy realnego bytu w epoce stalinowskiej.
Wykop nie został wydany za życia Płatonowa, do czasu publikacji w 1987 r. powieść była rozpowszechniana nielegalnie.